# Elena Petrošienė
Elena Petrošienė (* 3. Januar 1967 in Kretinga) ist eine litauische Agronomin und konservative Politikerin, Mitglied des Seimas (1996–2000).

## Leben
Nach dem Abitur an der Mittelschule Kretinga absolvierte sie das Diplomstudium der Agronomie an der Lietuvos žemės ūkio akademija und 2000 das Studium der Politik an der  Vilniaus universitetas.
Von 1990 bis 1994 arbeitete sie als wiss. Mitarbeiterin am Landwirtschaftsinstitut Litauens. Von 1995 bis 1996 war sie Mitglied im Rat und stellvertretende Bürgermeisterin der Rajongemeinde Kretinga. Von 1996 bis 2000 war sie Mitglied im Seimas. 2001 arbeitete sie bei der Nacionalinė mokėjimo agentūra am Landwirtschaftsministerium Litauens.
Sie ist Mitglied der Tėvynės Sąjunga.
Sie ist verheiratet. Mit ihrem Mann Petras hat sie einen Sohn Tomas.

## Quelle
- Leben

| Personendaten    | Personendaten                                             |
| ---------------- | --------------------------------------------------------- |
| NAME             | Petrošienė, Elena                                         |
| KURZBESCHREIBUNG | litauische Agronomin und Politikerin, Mitglied des Seimas |
| GEBURTSDATUM     | 3. Januar 1967                                            |
| GEBURTSORT       | Kretinga                                                  |